# The Swellers
The Swellers — американський панк-гурт з міста Флінт, штат Мічиган. Вплив на їхню музику мали мелодійні панк-рок, а також альтернативні та інді-рок гурти з 90-х років.

## Історія гурту
24 червня 2002, брати Нік і Джонатан Дінер та їх один друг Нейт Лембертс з Гранд-Рапідс, штат Мічиган започаткували гурт. У наступні кілька днів Swellers були сформовані та записали 3 демо пісні.

24 червня 2014 гурт через Facebook і Twitter оголосив, що вони розпадаються і виходять на прощальний тур.

## Учасники гурту
- Нік Дінер — гітара і вокал (2002-теперішній час)
- Джонатан Дінер — барабани і бек-вокал (2002-теперішній час)
- Райан Коллінз — гітара (2008-теперішній час)
- Анто Борош — бас та бек-вокал (2009-теперішній час)

## Колишні учасники
- Нік Ondovcsik (2004) — гітара
- Garrett Burgett (2004—2008) — гітара
- Nate Lamberts (2002—2005) — бас
- Ленс Нельсон (2005—2008) — бас
- Бред Лінден (2008—2009) — бас

## Дискографія

### Альбоми
- End of Discussion — випуск: 3 грудня 2003
- My Everest — випуск: 19 березня 2007
- Ups and Downsizing — випуск: 29 вересня 2009
- Good for Me — випуск: 14 червня 2011
- The Light Under Closed Doors — випуск: 29 жовтня 2013

### 7 «
- Welcome Back Riders — 7» Вініловий випуск 28 липня 2009
- Vehicle City Blues — 7 " Вініловий випуск 29 травня 2012

### EPs
- Beginning of the End Again — випуск: 11 серпня 2005
- Running Out Of Places To Go — випуск: 16 жовтня 2012

### Демо
- Long and Hard (2002)